# Romain Salin
Pour les articles homonymes, voir Salin.
Romain Salin est un footballeur français, né le 29 juillet 1984 à Mayenne. Il évoluait au poste de gardien de but.

## Carrière

### Enfance et formation
Romain Salin commence à jouer au football au SC Le Ham, club fondé par son grand-père en 1969, avant de passer par Le Mans UC 72 puis de rejoindre le Stade rennais avec lequel il remporte la Coupe Gambardella en compagnie de Grégory Bourillon, Jacques Faty, Yoann Gourcuff et Jimmy Briand. Il est alors sous contrat stagiaire.
Il poursuit sa carrière au Stade lavallois, toujours sous contrat stagiaire, comme doublure de Frédéric Guéguen. Il apparait quatorze fois sur le banc en Ligue 2 et une fois en Coupe de la Ligue.

### Débuts professionnels au FC Lorient
En 2004 il rejoint le FC Lorient. Il participe à la montée en L1 en 2006 en participant aux 38 journées de L2 en tant que doublure de Fabien Audard, ce qui lui offre une titularisation et une entrée en jeu. En 2006-2007 il est prêté au Football Club Libourne en Ligue 2 afin d'acquérir plus de temps de jeu, ce qui sera le cas avec à la clé, l'unique maintien de cette formation à ce niveau. Durant cette saison il est l'un des deux délégués syndicaux de l'UNFP au sein du FC Libourne-Saint-Seurin. Il revient à Lorient en 2007-2008, mais ne joue pas en équipe première, hormis en rentrant à la place de Lionel Cappone à la mi-temps contre le Paris SG en seizièmes de finale de la Coupe de la Ligue. À la fin de son contrat avec Lorient, en juillet 2008 il part effectuer quelques essais infructueux aux États-Unis.

### Tours FC
Le 27 janvier 2009, libre de tout contrat il signe au Tours FC. Trois jours plus tard seulement, il dispute son premier match avec Tours contre Vannes OC au stade de la Rabine (défaite 0-1). Il réalise une excellente saison, en suppléant Peter Jehle qui est blessé. Il prolonge donc son contrat pour deux saisons.
Après le départ du gardien du Liechtenstein, Romain Salin est titulaire lors de la saison 2009-2010. Il réalise un bon début de saison, mais la fin est plus compliquée, et Jérémy Sopalski lui prend sa place de titulaire.

### Six années au Portugal
En juin 2010, il répond favorablement à l'appel de Victor Zvunka, entraîneur de Naval 1º de Maio, et signe dans le club portugais pour deux ans.
L'entraîneur français ayant été écarté en cours de saison du Naval, Romain Salin part la saison suivante au CS Marítimo. Entre 2011 et 2013 il y joue 40 rencontres, dont dix en Ligue Europa. En 2013 il signe au Rio Ave, son troisième club portugais. Il n'y joue que dix matches, et revient l'année suivante à Madère au CS Marítimo, pour y jouer 80 rencontres jusqu'en 2016.

### Bref retour en France
À la fin de son contrat avec CS Marítimo en juin 2016, il part effectuer un essai au Racing Club de Lens durant le stage du Touquet de l'équipe première. Le 12 juillet 2016, il signe un contrat d'un an avec Guingamp. Doublure de Johnsson et régulièrement gêné par des problèmes physiques à l'épaule et au coude, il n'y dispute que quatre rencontres.

### De retour au Portugal
Le Sporting Clube de Portugal annonce son arrivée pour deux saisons le 29 juillet 2017 à la suite du départ de Beto vers Göztepe SK. Doublure de Rui Patricio, il ne dispute aucune rencontre de championnat lors de la saison 2017-2018.
Le gardien portugais étant transféré à Wolverhampton, il commence la saison 2018-2019 comme titulaire. Il percute violemment son poteau le 7 octobre 2018 lors d'une rencontre face à Portimonense (7e journée, défaite 4-2), se retrouvant inconscient. Renan Ribeiro lui est ensuite préféré au poste de numéro 1 sur le reste de la saison. Son exclusion face au Desportivo Aves (29e journée, victoire 1-3) permet à Salin de prendre part à deux nouvelles rencontres de Primeira Liga.

### Retour dans son club formateur
En fin de contrat le 18 juin 2019, il signe un contrat de deux ans jusqu'en 2021. Doublure d’Édouard Mendy, il enchaîne les matchs lors du début de saison 2020-2021 à la suite du départ de celui-ci vers Chelsea et à la blessure de son remplaçant Alfred Gomis, débutant quinze rencontres lors des vingt-et-une premières journées de Ligue 1 avant de retrouver son rôle de doublure. Il prolonge jusqu'en 2022 avec le club breton le 4 décembre 2020. Après avoir joué 17 match lors de la saison 2020-2021 et trois en 2021-2022, il prolonge de nouveau son contrat le 17 décembre 2021 pour deux ans jusqu'en 2024. Après une saison 2022-2023 ou il ne joueras aucun match etant le troisième gardien derrière Mandanda et Alemdar, le 1er juillet il quitte le Stade rennais FC en résiliant le contrat,.

### De retour à Marítimo pour la troisième fois
Libre de tous contrat avec le Stade rennais FC, Salin retourne pour la troisième fois au CS Marítimo, après deux passage entre 2011-2013 et 2014-2016, il y revient avec un contrat d'un an.

### Retraite du monde pro arrivé à Fougéres
Le 2 septembre 2023, alors qu'il venait de signer pour la 3ème fois au CS Marítimo Romain Salin prend sa retraite. Puis en janvier il s'engage pour le club amateur de National 3 de l'US Fougères.

## Statistiques
| Saison                | Club                  | Championnat           | Championnat | Championnat | Coupe(s) nationale(s) | Coupe(s) nationale(s) | Compétition(s) continentale(s) | Compétition(s) continentale(s) | Compétition(s) continentale(s) | Total | Total |
| Saison                | Club                  | Division              | M.          | B.          | M.                    | B.                    | Comp.                          | M.                             | B.                             | M.    | B.    |
| 2004-2005             | FC Lorient            | Ligue 2               | 9           | 0           | 0                     | 0                     | -                              | -                              | -                              | 9     | 0     |
| 2005-2006             | FC Lorient            | Ligue 2               | 2           | 0           | 1                     | 0                     | -                              | -                              | -                              | 3     | 0     |
| 2007-2008             | FC Lorient            | Ligue 1               | 0           | 0           | 1                     | 0                     | -                              | -                              | -                              | 1     | 0     |
| Sous-total            | Sous-total            | Sous-total            | 11          | 0           | 2                     | 0                     | -                              | -                              | -                              | 13    | 0     |
| 2006-2007             | FC Libourne (prêt)    | Ligue 2               | 21          | 0           | 3                     | 0                     | -                              | -                              | -                              | 24    | 0     |
| 2008-2009             | Tours FC              | Ligue 2               | 10          | 0           | 0                     | 0                     | -                              | -                              | -                              | 10    | 0     |
| 2009-2010             | Tours FC              | Ligue 2               | 24          | 0           | 1                     | 0                     | -                              | -                              | -                              | 25    | 0     |
| Sous-total            | Sous-total            | Sous-total            | 34          | 0           | 1                     | 0                     | -                              | -                              | -                              | 35    | 0     |
| 2010-2011             | Naval 1º de Maio      | Liga ZON Sagres       | 27          | 0           | 2                     | 0                     | -                              | -                              | -                              | 29    | 0     |
| 2011-2012             | CS Marítimo           | Liga ZON Sagres       | 3           | 0           | 5                     | 0                     | -                              | -                              | -                              | 8     | 0     |
| 2012-2013             | CS Marítimo           | Liga ZON Sagres       | 22          | 0           | 0                     | 0                     | C3                             | 10                             | 0                              | 32    | 0     |
| Sous-total            | Sous-total            | Sous-total            | 25          | 0           | 5                     | 0                     | -                              | 10                             | 0                              | 40    | 0     |
| 2013-2014             | Rio Ave FC            | Liga ZON Sagres       | 10          | 0           | 0                     | 0                     | -                              | -                              | -                              | 10    | 0     |
| 2013-2014             | CS Marítimo           | Liga ZON Sagres       | 14          | 0           | 0                     | 0                     | -                              | -                              | -                              | 14    | 0     |
| 2014-2015             | CS Marítimo           | Liga ZON Sagres       | 27          | 0           | 6                     | 0                     | -                              | -                              | -                              | 33    | 0     |
| 2015-2016             | CS Marítimo           | Liga ZON Sagres       | 28          | 0           | 3                     | 0                     | -                              | -                              | -                              | 31    | 0     |
| Sous-total            | Sous-total            | Sous-total            | 69          | 0           | 9                     | 0                     | -                              | -                              | -                              | 78    | 0     |
| 2016-2017             | EA Guingamp           | Ligue 1               | 1           | 0           | 3                     | 0                     | -                              | -                              | -                              | 4     | 0     |
| 2017-2018             | Sporting CP           | Liga NOS              | 0           | 0           | 4                     | 0                     | C1                             | 0                              | 0                              | 4     | 0     |
| 2018-2019             | Sporting CP           | Liga NOS              | 9           | 0           | 4                     | 0                     | C3                             | 5                              | 0                              | 18    | 0     |
| Sous-total            | Sous-total            | Sous-total            | 9           | 0           | 8                     | 0                     | -                              | 5                              | 0                              | 22    | 0     |
| 2019-2020             | Stade rennais FC      | Ligue 1               | 4           | 0           | 1                     | 0                     | C3                             | 2                              | 0                              | 7     | 0     |
| 2020-2021             | Stade rennais FC      | Ligue 1               | 15          | 0           | 0                     | 0                     | C1                             | 2                              | 0                              | 17    | 0     |
| 2021-2022             | Stade rennais FC      | Ligue 1               | 1           | 0           | 1                     | 0                     | C4                             | 2                              | 0                              | 4     | 0     |
| 2022-2023             | Stade rennais FC      | Ligue 1               | 0           | 0           | 0                     | 0                     | C3                             | 0                              | 0                              | 0     | 0     |
| Sous-total            | Sous-total            | Sous-total            | 20          | 0           | 2                     | 0                     | -                              | 6                              | 0                              | 28    | 0     |
| 2023-2024             | CS Marítimo           | Liga Portugal 2       | 2           | 0           | 1                     | 0                     | -                              | -                              | -                              | 3     | 0     |
| 2023-2024             | US Fougères           | National 3            | 0           | 0           | -                     | -                     | -                              | -                              | -                              | 0     | 0     |
| Total sur la carrière | Total sur la carrière | Total sur la carrière | 229         | 0           | 36                    | 0                     | -                              | 21                             | 0                              | 286   | 0     |

## Palmarès

### En Clubs
| Stade rennais FC (1)                        | Sporting CP (1)                                                                                   |
| ------------------------------------------- | ------------------------------------------------------------------------------------------------- |
| - Coupe Gambardella (1) - Vainqueur en 2003 | Coupe de la ligue Vainqueur en 2018 Vainqueur en 2019 - Coupe du Portugal (1) - Vainqueur en 2019 |